# 飛田英一
飛田 英一（とびた えいいち、1935年5月24日 - ）は、日本の経営者。トステム社長、INAXトステム・ホールディングス会長を務めた。

## 経歴
東京都出身。1958年に中央大学法学部法律学科を卒業し、同年3月にトーヨーサッシ(のちのトステム)に入社。1986年11月に専務を経て、1992年6月に副社長に就任し、1998年10月に潮田健次郎の後任として、社長に昇格。2001年10月にINAXトステム・ホールディングス副会長に就任し、2008年4月から代表執行役員を務めた。